# هوت رود هندلي
هوت رود هندلي (بالإنجليزية: Hot Rod Hundley) مواليد 26 أكتوبر 1934 في تشارلستون - الوفاة 27 مارس 2015، كان لاعب كرة سلة أمريكي. بدأ مسيرته الاحترافية في سنة 1957. تم اختياره من قبل فريق سكرامنتو كينغز خلال الدرافت. بلغ طوله 6 قدم 4 بوصة (1.9 م). اعتزل اللعب في 1963. شارك مرتين في مباراة كل النجوم.

## روابط خارجية
- هوت رود هندلي على موقع IMDb (الإنجليزية)
- هوت رود هندلي على موقع أول موفي (الإنجليزية)
- هوت رود هندلي على موقع كينوبويسك (الروسية)
- هوت رود هندلي على موقع إن بي أي (الإنجليزية)
- هوت رود هندلي على موقع سبورتس رفرنس (الإنجليزية)
- هوت رود هندلي على موقع كلية كرة السلة في سبورتس رفرنس.كوم (الإنجليزية)
- هوت رود هندلي على موقع ريلجم (الإنجليزية)
- هوت رود هندلي على موقع بروبوليرز (الإنجليزية)